# Melarsoprol
Il Melarsoprol (INN) è un composto arsenicale usato per la cura della tripanosomiasi africana (malattia del sonno).
La sua efficacia terapeutica si basa sulla capacità del farmaco di ossidare i gruppi sulfidrilici di enzimi parassitari essenziali per il metabolismo dei carboidrati. Specificatamente viene inibito l'enzima piruvato chinasi causando così una diminuzione di Adenosina trifosfato (ATP), piruvato e fosfoenolpiruvato.
Il Melarsoprol, capace di attraversare la barriera ematoencefalica, è efficace per tutti gli stadi della tripanosomiasi africana.
Tuttavia esso è estremamente tossico, per cui il suo utilizzo è limitato al secondo stadio della tripanosomiasi africana provocata dal Tripanosoma Brucei Rhodesensie, caso in cui nessun altro farmaco ha efficacia.
L'effetto tossico è tanto maggiore quanto più le cellule sono metabolicamente attive: cellule neuronali, cellule tubulari renali, cellule intestinali e cellule staminali del midollo emopoietico. Il valore terapeutico è correlato alla maggiore captazione da parte del parassita e alla sua intensa attività metabolica.
In circa il 10% dei pazienti trattati con melarsoprol si sviluppa un'encefalopatia emorragica reattiva, con gravi lesioni residue; approssimativamente nel 5% dei casi, il Melarsoprol è letale di per sé.
Altri effetti collaterali sono convulsioni, febbre, perdita di coscienza, rash, feci sanguinolente, nausea e vomito.
Una particolarità del melarsoprol è la sua capacità di sciogliere la plastica, motivo per cui viene conservato in siringhe di vetro.

## Alternative terapeutiche
L'eflornitina è una cura più moderna e molto meno pericolosa per la malattia del sonno, ma è cara, di difficile reperibilità sul mercato e la maggior parte delle scorte derivano da donazioni da parte dei produttori.